# Cynoscion analis
Cynoscion analis is een straalvinnige vis uit de familie van de ombervissen (Sciaenidae) en behoort derhalve tot de orde van baarsachtigen (Perciformes). De vis kan een lengte bereiken van 45 centimeter.

## Leefomgeving
De soort komt in zeewater en brak water voor. De vis prefereert een subtropisch klimaat en leeft hoofdzakelijk in de Grote Oceaan op dieptes tussen 0 en 10 meter.

## Relatie tot de mens
Cynoscion analis is voor de visserij van aanzienlijk commercieel belang. In de hengelsport wordt er weinig op de vis gejaagd. Tevens wordt de soort gevangen voor commerciële aquaria.